# Sebastian Koch
Sebastian Koch (Karlsruhe, 31 maggio 1962) è un attore tedesco.

## Biografia
Sebastian Koch esordisce al teatro di Ulma e al Teatro nazionale di Darmstadt; recita quindi nel 1990 al Teatro Schiller di Berlino, dove appare in varie opere. Nel frattempo partecipa anche a produzioni cinematografiche e televisive, recitando in varie serie di successo, come The Old, L'ispettore Derrick, Wolff, un poliziotto a Berlino, Hecht & Haie e Un caso per due. In Speer und Er interpreta il ruolo di Albert Speer.
Nel marzo 2006 è stato tra i protagonisti del film Le vite degli altri, diretto da Florian Henckel von Donnersmarck, nel quale interpreta il ruolo di Georg Dreyman. Dal febbraio 2006 al febbraio 2007 ritorna in scena dopo 12 anni di assenza al Teatro Schauspielhaus di Bochum. Nel 2015 recita nel film di Steven Spielberg Il ponte delle spie nel ruolo dell'avvocato Wolfgang Vogel, nel 2016 appare in Nebbia in agosto, mentre nel 2018 è tra i protagonisti di Opera senza autore, opera diretta nuovamente da von Donnersmarck.

## Vita privata
È nato nel 1962 a Karlsruhe e ha studiato tra il 1982 e il 1985 nella Otto-Falkenberg-Schule di Monaco, dove ha cominciato a recitare nel Teatro della Gioventù. Dalla giornalista Birgit Keller ha una figlia, nata nel 1996. Dal 2001 al 2005 è stato fidanzato con l'attrice Anna Schudt e dal 2005 al 2009 con l'attrice olandese Carice van Houten.

## Filmografia

### Cinema
- A Song of Love and Death - Gloomy Domenica (1999)
- Amen, regia di Costa Gavras (2002)
- The Flying Classroom (2002)
- The Substitute (Il deputato) (2002)
- Deadly deviazione (2004)
- Le vite degli altri (Das Leben der Anderen), regia di Florian Henckel von Donnersmarck (2006)
- Black Book (Zwartboek), regia di Paul Verhoeven (2006)
- Tronco Rennschwein Rudi 2 (2007)
- Reinhard Mohn - "È necessario che le teste più pensanti" (2007)
- Ogni secondo (2008)
- Il Processo di Wind Harry (2008)
- Effi Briest (2009)
- Il lupo di mare (2009)
- Unknown - Senza identità (2011)
- In The Shadow (2012)
- Dio ama il caviale, regia di Yannis Smaragdis (2012)
- Die Hard - Un buon giorno per morire (A Good Day to Die Hard), regia di John Moore (2013)
- Il ponte delle spie (Bridge of Spies), regia di Steven Spielberg (2015)
- The Danish Girl, regia di Tom Hooper (2015)
- In nome di mia figlia (Au nom de ma fille), regia di Vincent Garenq (2016)
- Nebbia in agosto (Nebel im August), regia di Kai Wessel (2016)
- Sotto sequestro (Bel Canto), regia di Paul Weitz (2018)
- Opera senza autore (Werk ohne Autor), regia di Florian Henckel von Donnersmarck (2018)

### Televisione
- Scena del crimine - La forza del destino - serie televisiva (1986)
- La morte è venuta come un amico (1991) - Film TV
- Transito (1991)
- Lexikon Cosima (1992)
- Il progetto Sahara (1993)
- Un insegnante impossibile (1993)
- Altro che omicidio - L'uovo del cuculo (1994)
- L'uomo con la maschera (1994)
- Una squadra forte (1994)
- Fidanzate (1994)
- Rosa Roth - In Love and Death, regia di Carlo Rola - serie TV (1994)
- L'ispettore Derrick - ep. 21x12, regia di Alfred Weidenmann (1994)
- Willie Boy (1995)
- Una gita quasi perfetta (1995)
- Flirt (1995)
- Cuore e batticuore - Max's Legacy (1995)
- Un terribile sospetto (1995)
- I medici: Shadow Zone (1996)
- L'assassino e la prostituta (1996)
- Gli uomini di K3 - Poco dopo la mezzanotte (1996)
- Ferry nella morte (1996)
- Two of a Kind (1996)
- Bella Block - Greed (1997)
- L'assassino Rose (1997)
- Fine della passione (1997)
- Hollister (1997)
- Schimanski - Hart am Limit (1997)
- Da qualche parte il resto sembra di notte il sole (1997)
- Bar Abel - La trappola killer (1998)
- La vendetta dei Waas Carola (1998)
- Koerber Act: Gioco di ruolo (1998)
- Sangue Nero (1998)
- La Valle delle Ombre (1999)
- L'assassino di mia madre (1999)
- Il ritorno del Buddha Nero (1999)
- Sei mia! (1999)
- Nana (1999)
- I Mann - un secolo romano - serie televisiva (2001)
- Dance with the Devil - Il rapimento di Richard Oetker - serie televisiva (2001)
- Il tunnel - serie televisiva (2001)
- Crollo (2001)
- Napoléon - serie televisiva (2002)
- Tauri Gold (2003)
- Marie e Freud - serie televisiva (2003)
- Due giorni di speranza (2003)
- Speer e Hitler (Speer und Er) - serie televisiva (2004)
- Stauffenberg - Attentato a Hitler (2004)
- Terra X: Superbauten (3 episodi) (2010)
- Sea Wolf - Lupo di mare (Sea Wolf), regia di Mike Barker - miniserie TV, 2 episodi (2010)
- Camelot - serie TV, 10 episodi (2011)
- Homeland - Caccia alla spia (Homeland) – serie TV, 13 episodi (2015-2017)
- Il nome della rosa (The Name of the Rose), regia di Giacomo Battiato - miniserie TV (2019)
- The Defeated – serie TV (2020)

## Riconoscimenti
Oggi è l'unico attore che ha ottenuto il Premio TV due volte in un anno. Per il suo ruolo di protagonista nel film Stauffenberg - Attentato a Hitler è stato candidato al premio TV tedesca e il Premio Grimme e ha ricevuto il Golden Gong. 
Il film Le vite degli altri ha ricevuto l'Oscar nella categoria miglior film straniero.
Alcuni dei premi vinti:
- 2001
  - Candidato dalla televisione tedesca come migliore attore non protagonista in Tunnel
- 2002
  - Premio Adolf Grimme per l'interpretazione di Klaus Mann in I Mann – un secolo romano
  - Premio Adolf Grimme per la sua interpretazione di Richard Oetker in La danza col diavolo
- 2003
  - DIVA Award
  - Candidatura come migliore attore per il Golden Camera 2003 per il suo ruolo nella serie televisiva Napoléon
- 2004
  - Golden Gong per Stauffenberg - Attentato a Hitler
  - Candidatura al premio TV tedesca, sempre per Stauffenberg
- 2005
  - Uomo dell'anno della rivista GQ (versione tedesca)
- 2006
  - Premio Quadriga, insieme a Ulrich Mühe e Florian Henckel von Donnersmarck
- 2013
  - Candidatura come miglior attore non protagonista al Leone Ceco per In the shadow

## Audiolibri
- 2004 - Lettore in Un amico perfetto di Martin Suter
- 2006 - Lettore in Memoria di Lars Brandt
- 2006 - Lettore in Doppio sogno di Arthur Schnitzler
- 2006 - Lettore in Il profeta di Khalil Gibran

## Doppiatori italiani
Nelle versioni in italiano delle opere in cui ha recitato, Sebastian Koch è stato doppiato da:
- Francesco Prando in Le vite degli altri, Unknown - Senza identità, Die Hard - Un buon giorno per morire, Homeland - Caccia alla spia, Opera senza autore
- Fabrizio Pucci ne In nome di mia figlia, Nebbia in agosto
- Carlo Cosolo ne L'ispettore Derrick
- Massimo Lodolo in Napoleone
- Luca Ward in Black Book, Stauffenberg
- Roberto Pedicini in Sea Wolf - Lupo di mare
- Alessandro Budroni ne Il ponte delle spie
- Mario Cordova in The Danish Girl
- Massimo Rossi in Camelot
- Roberto Draghetti ne Il nome della rosa
- Gianni Bersanetti in Maxima